# 伝送工学
伝送工学（でんそうこうがく）は、伝送路の有効活用のための多重化・多元接続、情報の確実な伝送のための符号化方式、セキュリティのための暗号化などをあつかう工学である。